# Betbrain
Betbrain er et internetfirma, der blev stiftet i 2001 af Ebbe Groes. Firmaet sammenligner odds på sportskampe fra forskellige bookmakere.